# Leptogaster abdominalis
Leptogaster abdominalis är en tvåvingeart som beskrevs av Wei Ying Hsia 1949. Leptogaster abdominalis ingår i släktet Leptogaster och familjen rovflugor. Inga underarter finns listade i Catalogue of Life.